# Pancorbo
Pancorbo – gmina w Hiszpanii, w prowincji Burgos, w Kastylii i León, o powierzchni 58,45 km². W 2011 roku gmina liczyła 501 mieszkańców.
W miejscowości jest stacja kolejowa Pancorbo.